# Anseba (regija)
Anseba (tigrinja jezik: ኣንሰባ) je regija u zapadnoj Eritreji. Nalazi se u unutrašnjosti zemlje.
Glavni grad je Keren. Regija ima površinu od oko 23,000 km. Dobila je ime po rijeci Ansebi. Počinje teći u središnjem dijelu Eritrejske visoravni, u predgrađu sjeverozapadno od glavnog grada Asmare. Zatim se spušta prema sjeveru u sjeverozapadne nizine, poprijeko planine Rora Habab i Sahela prije ulaska u rijeku Barka u blizini granice sa Sudanom. Površina pod šumama je vrlo mala.
Anseba graniči s regijom Gash-Barka na jugu, s regijom Maekel na jugoistoku, sa Sjevernom crvenomorskom regijom na istoku te na sjeveru i zapadu sa Sudanom. 
Vladarica Ansebe je Selma Hassan iz nacionalističke i sekularističke partije, Narodnog fronta za demokraciju i pravdu. Inače, lider te stranke, Isaias Afewerki, je predsjednik Eritreje.
U ovoj oblasti su naseljene 3 etničke grupe. To su Tigre, Bilen i Bedža. Što se religija tiče, muslimani su većina. Kod naroda Bedža muslimani čine 98% pripadnika, a kod Tigre plemena 90%. Kod plemena Bilen, kršćani i muslimani čine gotovo jednako stanovništvo. Naime, kršćani su relativna većina s 48% stanovništva, a muslimani imaju nešto manje (47%). 

## Okruzi
Regija ima sljedeće okruge:
- Adi Tekelezan
- Asmat
- Elabered
- Geleb
- Hagaz
- Halhal
- Habero
- Keren
- Kerkebet
- Sela